# 万家屯站
万家屯站是一个沈山线上的铁路车站，位于辽宁省葫芦岛市绥中县万家镇，建于1897年，目前为三等站，邮政编码为121708。车站原由锦州车务段管辖，2010年起改由山海关车站管辖。车站作为“关外第一站”，为山海关运转场进出关列车的储备站，设有4条正线、5条到发线、1条货物线；货运办理专用线、专用铁路货运作业，设有通往绥中发电有限责任公司的专用线。